# Puerto Aisén
Puerto Aisén – miasto w południowym Chile, na wybrzeżu Oceanu Spokojnego, nad rzeką Rio Aisén.
Liczba mieszkańców w 2002 roku wynosiła ok. 22 tys.
W mieście rozwinął się przemysł skórzano-obuwniczy.